# ナタリー・サヴェージ・カールソン
ナタリー・サヴェージ・カールソン（英語: Natalie Savage Carlson、1906年10月3日 – 1997年9月23日）は、20世紀に活動したアメリカの児童文学作家。児童文学作家としての生涯にわたる貢献により、1966年に国際アンデルセン賞を受賞した。

## 生涯
バージニア州カーンズタウンでフランス系カナダ人の子として生まれ、『The Talking Cat and Other Stories of French Canada』（1952年）などの初期の本に、多くの古い家族の物語や民話を取り入れた。
カールソンは8歳のとき、『ボルティモア・サンデー・サン』紙の子ども向けページに最初の物語を発表した。 『橋の下の家族（The Family Under the Bridge）』で、図書館員が選ぶ1959年のニューベリー・メダル（Newbery Medal）の次点になった。このメダルは、毎年「アメリカ児童文学への最も優れた貢献」をした人に贈られる。
1997年9月23日、ロードアイランド州で亡くなった。

## 著作
- The Talking Cat: and other stories of French Canada（1952年） - 挿絵をロジャー・デュヴォワスィン（Roger Duvoisin）が担当した。
- The Happy Orpheline（1957年） - 挿絵をガルス・ウィリアムズ（Garth Williams）が担当した。
- The Family Under the Bridge（1958年） - 1989年再版されている（ISBN 978-0-06-440250-7）。
- A Brother for the Orphelines（1959年） - 挿絵をガルス・ウィリアムズ（Garth Williams）が担当した。
- Evangeline, Pigeon of Paris（1960年） - ニコラス・モルドヴィノフ（Nicholas Mordvinoff）とハーコート・ブレース・ジョヴァノヴィッチ（Harcort Brace Jovanovich）が挿絵を担当した。1972年クエンティン・ブレイクが挿絵を描いて再版。

- The Tomahawk Family（1960年） - 挿絵をスティーヴン・クック（Stephen Cook）が担当した（ISBN 0060210966）。
- A Pet for the Orphelines（1962年） - 挿絵をファーミン・ロッカー（Fermin Rocker）が担当した。
- Jean-Claude's Island（1963年） - 挿絵をナンシー・エコルム・バーカート（Nancy Ekholm Burkert）が担当した。
- School Bell in the Valley（1963年） - ISBN 978-0-15-270645-6
- The Orphelines in the Enchanted Castle（1964年） - 挿絵をアドリアーナ・サヴィオッツィ（Adriana Saviozzi）が担当した。
- The Empty Schoolhouse（1965年） - ISBN 978-0-06-020981-0
- Chalou（1967年）
- Ann Aurelia and Dorothy（1968年） - 挿絵をデイル・ペイソン（Dale Payson）が担当した。
- The Half Sisters（1970年） - 挿絵をトーマス・ディ・グラツィア（Thomas Di Grazia）が担当した。
- Luvvy and the Girls（1971年） - 挿絵をトーマス・ディ・グラツィア（Thomas Di Grazia）が担当した。
- Marie Louise's Heyday（1975年） - 挿絵をホセ・アルエホ（Jose Aruego）が担当した（ISBN 0-684-14360-7）。
- Runaway Marie Louise（1977年） - 挿絵をホセ・アルエホ（Jose Aruego）が担当した（ISBN 978-0-684-15045-1）。
- The Night the Scarecrow Walked（1979年） - 挿絵をチャールズ・ロビンソン（Charles Robinson）が担当した（ISBN 0-684-16311-X）。